# 孫英傑
孫英傑（そんえいけつ、Sūn Yīngjié、1979年1月19日 - ）は、中華人民共和国の女子陸上長距離選手。遼寧省瀋陽市生まれ。身長164センチ、体重52キロ。

## 経歴
1993年8月より瀋陽市体育学校で王瑞コーチの下、陸上競技の訓練を受ける。1995年10月火車頭（機関車）体協チームに入り、王徳顕コーチに師事。2003年1月からはナショナルチームで引き続き王徳顕コーチに師事していたが、コーチの体罰を訴えて師弟関係を解消した。

## ドーピング疑獄事件
2005年10月17日に南京で行われた、第10回中華人民共和国全国運動会女子10000メートルに出場し、31分3秒09で2位に入ったが、レース後の検査で筋肉増強剤のアンドロステロンが検出されたため失格となり、メダルは剥奪され記録は無効となった。その前日に行われた北京国際マラソンにも出場、2時間21分1秒で4連覇を果たした時は、検査で陰性だったため同マラソンの成績は取り消されなかった。その後の調査の結果、チームメイトの于海江がひそかに孫のジュースに筋肉増強剤を混入したことが判明し、孫は于を名誉棄損で中国黒竜江省五大連池市人民法院に訴えた。2005年12月16日、同人民法院は于の犯行を認定し、于に3万元の慰謝料と支払いと全国紙への謝罪広告の掲載を命じる判決を言い渡した。しかし2006年1月12日、中国陸連は選手が摂取する物の責任は自らが負うべきとし、孫を2年間の出場停止、王徳顕コーチを永久追放処分とした。なお、選手登録停止期間は2年間のため、2006年のドーハアジア大会および2007年の世界陸上大阪大会には出場出来ないが、母国の2008年開催の北京オリンピックは出場可能となっていた。しかし、中国国内の選考会で好成績を残せなかったため、北京五輪の出場はかなわなかった。

## 主な記録
- 5000メートル
2002年　韓国・釜山アジア大会優勝
2004年　アテネオリンピック第8位
- 10000メートル
2002年　韓国・釜山アジア大会優勝
2003年　世界陸上第3位
- ハーフマラソン
2004年　インド・ニューデリー世界ハーフマラソン選手権優勝　1時間8分40秒
- マラソン
2時間19分39秒 2003年北京国際マラソン (中国記録、アジア第2位)
2002年、2003年、2004年、2005年北京国際マラソン優勝(4連覇)
2008年 アモイ・マラソン 2時間38分21秒(13位) トップから15分以上離される惨敗